# Humbertiella
Humbertiella es un género con siete especies de plantas con flores perteneciente a la familia  Malvaceae. Es originario de Madagascar. Fue descrito por Bénédict Pierre Georges Hochreutiner  y publicado en Candollea  3: 3-4, en el año 1926. La especie tipo es Humbertiella quararibeoides Hochr.

## Especies
- Humbertiella decaryi (Hochr.) Dorr
- Humbertiella foliosa (Hochr. & Humbert) Dorr
- Humbertiella henrici Hochr.
- Humbertiella pseudohenrici Hochr.
- Humbertiella quararibeoides Hochr.
- Humbertiella sakamaliensis (Hochr.) Dorr
- Humbertiella tormeyae Dorr